# Giorgio Borgo
Giorgio Borgo (Savona, 31 ottobre 1910 – ...) è stato un calciatore e allenatore di calcio italiano, di ruolo centrocampista.

## Carriera
Ala, giocò in Serie A con l'Alessandria.

## Palmarès

### Giocatore

#### Competizioni nazionali
- Prima Divisione: 2

Savona: 1931-1932 (girone D), 1933-1934
- Serie C: 1

Savona: 1938-1939